# Marino Ascanio Caracciolo
Pour les articles homonymes, voir Caracciolo.
Marino Ascanio Caracciolo (né à Naples en 1468  et mort à Milan le 28 janvier 1538) est un cardinal italien du XVIe siècle. 
Il est de la famille des cardinaux Innico Caracciolo, seniore (1666), Innico Caracciolo, iuniore (1715), Niccolò Caracciolo (1715), Giovanni Costanzo Caracciolo (1759), Diego Innico Caracciolo (1800) et Filippo Giudice Caracciolo (1833).

## Biographie
Marino Ascanio Caraccioli est ambassadeur de  Milan à Rome en 1513 et nonce du pape Léon X auprès de l'empereur  Maximilien à la diète d'Augsbourg de 1518. Avec Girolamo Aleandro il travaille fortement   en faveur de la religion catholique à la diète de Worms en 1520 et réussit à faire brûler les écritures de Martin Luther.
Marino Caraccioli est nommé évêque de Catane en 1524, charge dont il démissionne quelques mois plus tard au profit de son frère Scipione, mais il est à nouveau nommé en 1529, après la mort de ce dernier. Il démissionne à nouveau en faveur de Ludovico Caraccioli en 1530. Il est le premier comte de Gallarate avec Ferno, Samarate, Cassine, Verghera, Boladello, Fulpiata, Peveranzia, Arnate, Cedrate, Santo Stefano et Orgiono.
Le pape Paul III le crée cardinal in pectore lors du consistoire du 21 mai 1535. Sa création est publiée le 31 mai 1535. Il est nommé évêque de Catane pour la troisième fois après la mort de l'évêque Ludovico en 1536. Il démissionne une fois encore en 1537 en faveur de Nicola Maria Caracciolo. Il est gouverneur de Milan à partir de 1536.